# Canonichesse regolari ospedaliere della misericordia di Gesù
Le canonichesse regolari ospedaliere della misericordia di Gesù sono una congregazione monastica di diritto pontificio. I monasteri della congregazione, tutti autonomi, sono riuniti in due federazioni (francese e canadese).

## Storia

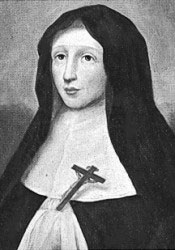
Maria Caterina di Sant'Agostino, la prima religiosa della congregazione a essere stata beatificata

I primi documenti che certificano l'esistenza a Dieppe di una comunità di religiose soggetta alla regola di sant'Agostino e dedita al servizio ai poveri e agli ammalati risalgono al XIII secolo (le suore sono citate in una bolla di papa Onorio IV del 1285).
Dopo il concilio di Trento la comunità si organizzò come congregazione di canonichesse regolari e si dotò di nuove costituzioni, approvate da François de Harlay de Champvallon, arcivescovo di Rouen, il 3 gennaio 1629 e da papa Alessandro VII il 27 agosto 1665.
Nel 1635 le agostiniane della misericordia di Gesù fondarono la loro prima filiale a Vannes e nel 1639 fondarono l'Hôtel-Dieu di Québec, che divenne punto di partenza di numerose fondazioni in tutto il Canada. Nel 1881 le religiose francesi crearono una comunità nel Natal, in Sudafrica.
Il 12 settembre 1946 la Santa Sede riunì le comunità di Francia, Inghilterra e Sud Africa in una federazione; le comunità canadesi e le loro missioni in Paraguay, Libano e Tunisia vennero riunite in un'altra federazione nel 1957.
Una delle religiose della congregazione, Maria Caterina di Sant'Agostino, è stata beatificata da papa Giovanni Paolo II nel 1989.
Alla fine del 2008 la federazione francese contava 7 case e 181 religiose, la federazione canadese 17 case e 310 religiose.